# Макаров, Руслан
Руслан Макаров (узб. Ruslan Makarov; род. 19 января 1987 года, Ташкентская область, Узбекская ССР, СССР) — узбекский тяжелоатлет, член сборной Узбекистана, мастер спорта Республики Узбекистан международного класса. Участник летних Олимпийских игр 2012 года, призёр Чемпионата Азии.

## Карьера
В 2011 году на Чемпионате Азии по тяжёлой атлетике в Тунлин (Китай) в весовой категории до 56 кг с общей суммой в 254 кг завоевал бронзовую медаль.
В 2012 году на Чемпионате Азии по тяжёлой атлетике в Пхёнтхэке (Республика Корея) в общей сумме набрал 262 кг, но занял всего лишь девятое место. На Летних Олимпийских играх в Лондоне (Великобритания) в весовой категории до 56 кг в рывке поднял 117 кг, а в толчке не смог с трёх попыток поднять 145 кг и закончил выступление на Олимпийских играх.
В 2013 году на Чемпионате мира по тяжёлой атлетике во Вроцлаве (Польша) в весовой категории до 62 кг в сумме набрал 280 кг и занял девятое место в мире.
В 2016 году на Международном турнире памяти заслуженного мастера спорта Якова Куценко в Скадовске (Украина) в весовой категории до 62 кг, набрав в сумме 260 кг занял первое место. В 2017 году выиграл Кубок Украины по тяжёлой атлетике в весовой категории до 62 кг набрал в сумме 255 кг.

## Биография
В 2016 году переехал из Узбекистана в Херсонскую область Украины. Женат на тяжёлоатлетке Анне Макаровой (в девичестве Пустоварова), члене сборной Узбекистана по тяжёлой атлетике в прошлом (ныне член сборной Украины).